# Ramat HaSharon
Ramat HaSharon (in ebraico רמת השרון‎?, "l'altura di Sharon") è una città israeliana della pianura di Sharon, nel Distretto di Tel Aviv.
Sorge poco più a nord di Tel Aviv e a sud di Herzliya e del kibbutz di Glil Yam.
Fondata nel 1923 come moshava (cioè come insediamento agricolo) da un gruppo di ebrei emigrati dalla Polonia, ebbe inizialmente il nome di Ir Shalom ("città della pace"), venendo poi ribattezzata nel 1932 come Kfar Ramat HaSharon ("villaggio dell'altura di Sharon"), prima di perdere il prefisso "Kfar".
A Ramat HaSharon hanno sede importanti stabilimenti delle industrie militari delle Forze di Difesa israeliane.

## Sport

### Calcio
La squadra principale della città è l'Hapoel Ramat HaSharon.